# Atypophthalmus (Atypophthalmus) flavopyga
Atypophthalmus (Atypophthalmus) flavopyga is een tweevleugelige uit de familie steltmuggen (Limoniidae). De soort komt voor in het Afrotropisch gebied.